# République
Pour les articles homonymes, voir République (homonymie).

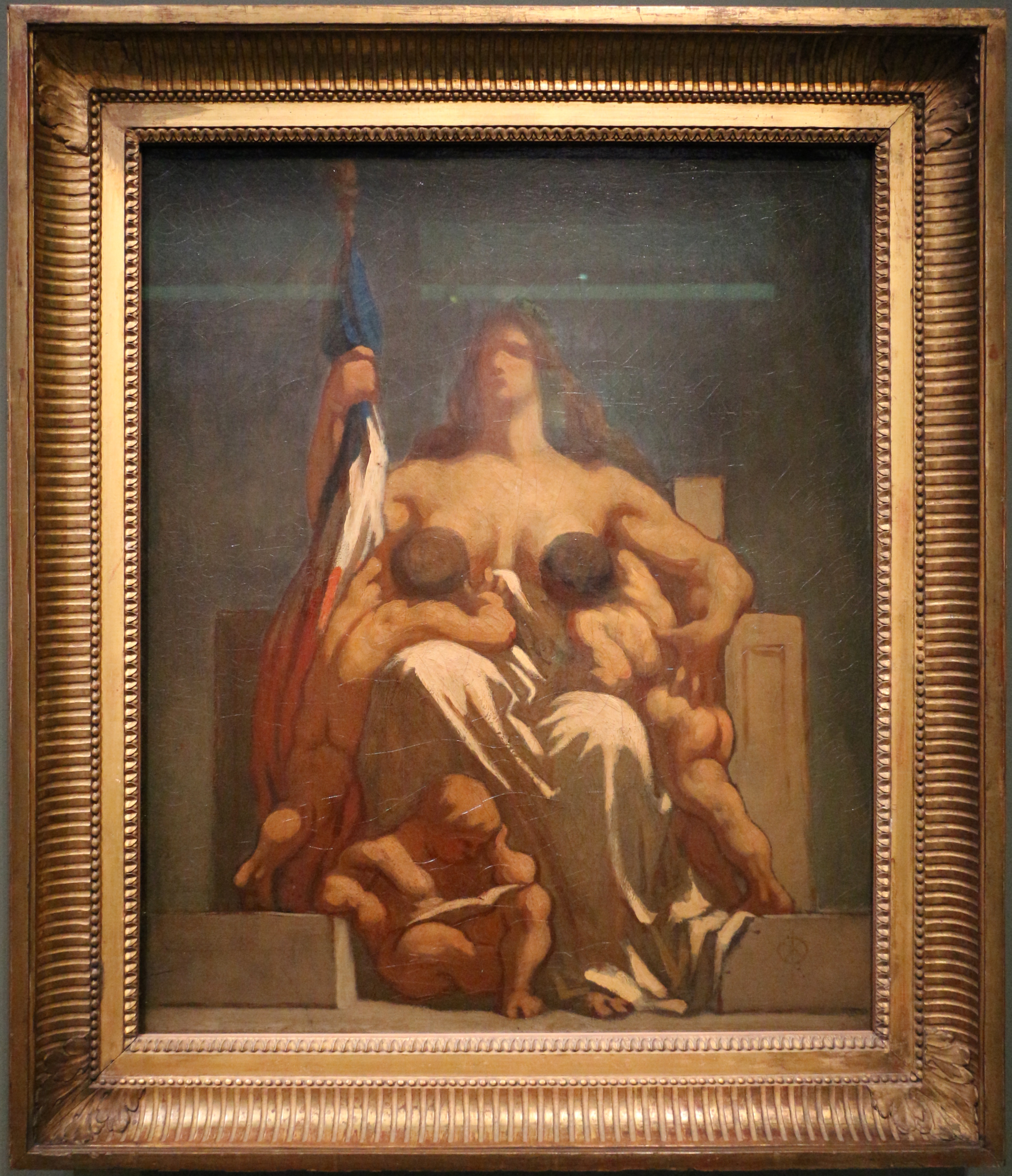
La République nourrit ses enfants et les instruit. Tableau d'Honoré Daumier, 1848.

La république est un mode d'organisation d'un pays dans lequel le pouvoir est exercé par des représentants de la population, généralement élus, et où le chef d'État n'est pas héréditaire et n'est pas le seul à détenir le pouvoir. Une république est le contraire d'une monarchie héréditaire, mais n'est pas toujours synonyme de démocratie,,,.
La république est, en 2021, la forme de régime politique la plus répandue dans le monde : sur 197 pays, 152 sont officiellement des républiques.

## Étymologie et évolution du sens
Le mot « république » provient du latin res publica qui signifie au sens propre « chose publique » et désigne l’intérêt général puis le gouvernement, la politique et enfin l’État. La République de Platon, la Politique  d'Aristote et De la république (De Republica : « de chose publique ») de Cicéron traitent tous des formes de gouvernement. Res, en langage juridique latin, désigne l’affaire à traiter en justice. Historiquement il s'agit de la cause de la plèbe, plaidée par le tribun — représentant des « tribus » — devant le Sénat romain composé des patriarches des familles connues de Rome.
En 1576, Jean Bodin la définit dans Les six livres de la République comme le « droit gouvernement de plusieurs ménages et de ce qui leur est commun, avec puissance souveraine ». Cet ouvrage décrit les principes symboliques et l'organisation juridique de la monarchie française où le terme de république est, bien que complexe dans son emploi, synonyme de la souveraineté d'un prince dans l'ordre de la loi naturelle. Dans Du contrat social, Jean-Jacques Rousseau la définit comme « tout État régi par des lois, sous quelque forme d'administration que ce puisse être ; car alors seulement l'intérêt public gouverne et la chose publique est quelque chose. Tout gouvernement légitime est républicain. » Le terme est clairement synonyme de « gouvernement », de « bonne gouvernance ». Plusieurs courtisans du XVIIIe siècle écrivent des poèmes où ils louent la bonne gestion par Louis XIV de la république.
République prend alors le sens de communauté d'esprit ou d'idée, dans le sens d'une recherche du bien commun dans un domaine donné. On trouve chez Blaise Pascal le concept de « République chrétienne » (Pensées, liv. XXIV, 15) que reprennent Voltaire ou Rousseau dans leurs écrits. On voit encore apparaître celui de « République des Lettres » comme chez Montesquieu (Lettres persanes, CXLII).
Au moment de la Révolution française, en référence à la République romaine qui s’est établie à la suite de la monarchie, le régime politique qui fait suite à l’Ancien Régime est baptisé « république » en référence à l'idéal de gouvernement romain. Le 21 septembre 1792, en conséquence de la proclamation de l'abolition de la royauté, la Première République française est proclamée.  
Par la suite, en français, le mot s'est confondu avec le mot démocratie par opposition au despotisme et à la monarchie. Une évolution de sens notable s'est opérée dans l'histoire récente, puisque jusqu'au XVIIIe siècle la tradition opposait, d'après la Politique d'Aristote, le régime issu de l'élection qui repose sur le choix de quelques-uns des citoyens selon leur mérite, leurs compétences ou leur richesse (l'oligarchie et l'aristocratie, qui devinrent par la suite la république), et un régime issu au moins partiellement du tirage au sort qu'il appelle démocratie. Le sens et l'intérêt du régime démocratique s'expliquait alors pour Aristote par l'idée de liberté politique, selon laquelle un citoyen est libre dès lors qu'il a alternativement le pouvoir de gouverner et d'être gouverné. Cette assimilation récente s’explique par l’histoire politique moderne des révolutions américaines et françaises, lors desquelles le problème de l'adoption de la démocratie a été débattu parmi les constituants qui la refusaient (notamment l'abbé Siéyès), lui préférant l'idée d'un gouvernement représentatif, autrement dit républicain,.
Le régime de Vichy est fondé en opposition avec la République qui avait, aux yeux des partisans du maréchal Pétain, provoqué la décadence du pays. Le nom officiel du régime politique est alors « État français ».

## Différentes formes de républiques
- Républiques à régime présidentiel
- Républiques à régime présidentiel liées à un régime parlementaire
- Républiques à régime semi-présidentiel
- Républiques à régime parlementaire (république parlementaire)
- Républiques où la constitution n'accorde le droit à gouverner qu'à un parti unique ou un parti dominant (État communiste)

- Monarchies constitutionnelles dans lesquelles le monarque n'exerce que peu ou pas le pouvoir (le monarque a souvent une autorité constitutionnelle et morale élevée)
- Monarchies semi-constitutionnelles dans lesquelles le monarque exerce la majorité des pouvoirs, souvent avec un parlement disposant de faibles pouvoirs
- Monarchies absolues

- Dictatures militaires

- Autres systèmes (gouvernements provisoires)
- Pas de gouvernement

Une république populaire, une république démocratique ou une République socialiste soviétique peuvent désigner des États communistes, pendant la Guerre froide, même s'ils n'ont pas l'exclusivité de ce terme.
Une république islamique est la forme de gouvernement prise par un État qui n'a pas de monarque et où la gouvernance s'aligne sur le dogme de l'islam, comme c'est le cas en Iran, en Afghanistan ou au Pakistan.
Dans une république aristocratique, les dirigeants sont élus par les nobles. C'était notamment le cas de la république des Deux Nations ou de la république de Gênes.
Pendant la Réforme protestante, des républiques calvinistes, souvent éphémères, ont été mises en place. Ce fut l'ambition de Jean Calvin à Genève.
Une république peut avoir différents modes de fonctionnement : un régime présidentiel comme en Corée du Sud ou aux États-Unis, un régime parlementaire comme en Allemagne ou en Inde, ou un régime semi-présidentiel comme en France ou en Russie.
La subdivision d'un État peut être une république autonome. C'est notamment le cas des républiques de Russie.

## Histoire

### Antiquité
À Rome, la République romaine (instaurée en -509) fait suite à la monarchie des rois étrusques. C’est une oligarchie patricienne. La conduite de la République est aux mains des consuls qui sont au nombre de deux et élus pour un an. Le principal organe constitutionnel est le Sénat qui réunit les représentants des familles patriciennes.
Ce concept est inventé par les Romains (res publica, la chose du peuple), ainsi de Rome, nous avons gardé le culte de la loi (lex), l'autorité du Sénat, le symbole du faisceau des licteurs... et l'idée de la dictature, dont les institutions romaines autorisaient le recours quand les circonstances l'exigeaient. L'article 16 de la Constitution de 1958 s'en est inspirée.
Dans la démocratie athénienne, c'est le tirage au sort qui désigne les représentants du peuple et non le vote comme pour ceux du peuple romain. Dans les deux cas, esclaves, femmes et non-citoyens sont exclus de tout rôle politique (cependant les femmes sont nécessaires pour transmettre la citoyenneté).

### Moyen Âge et Renaissance en Europe

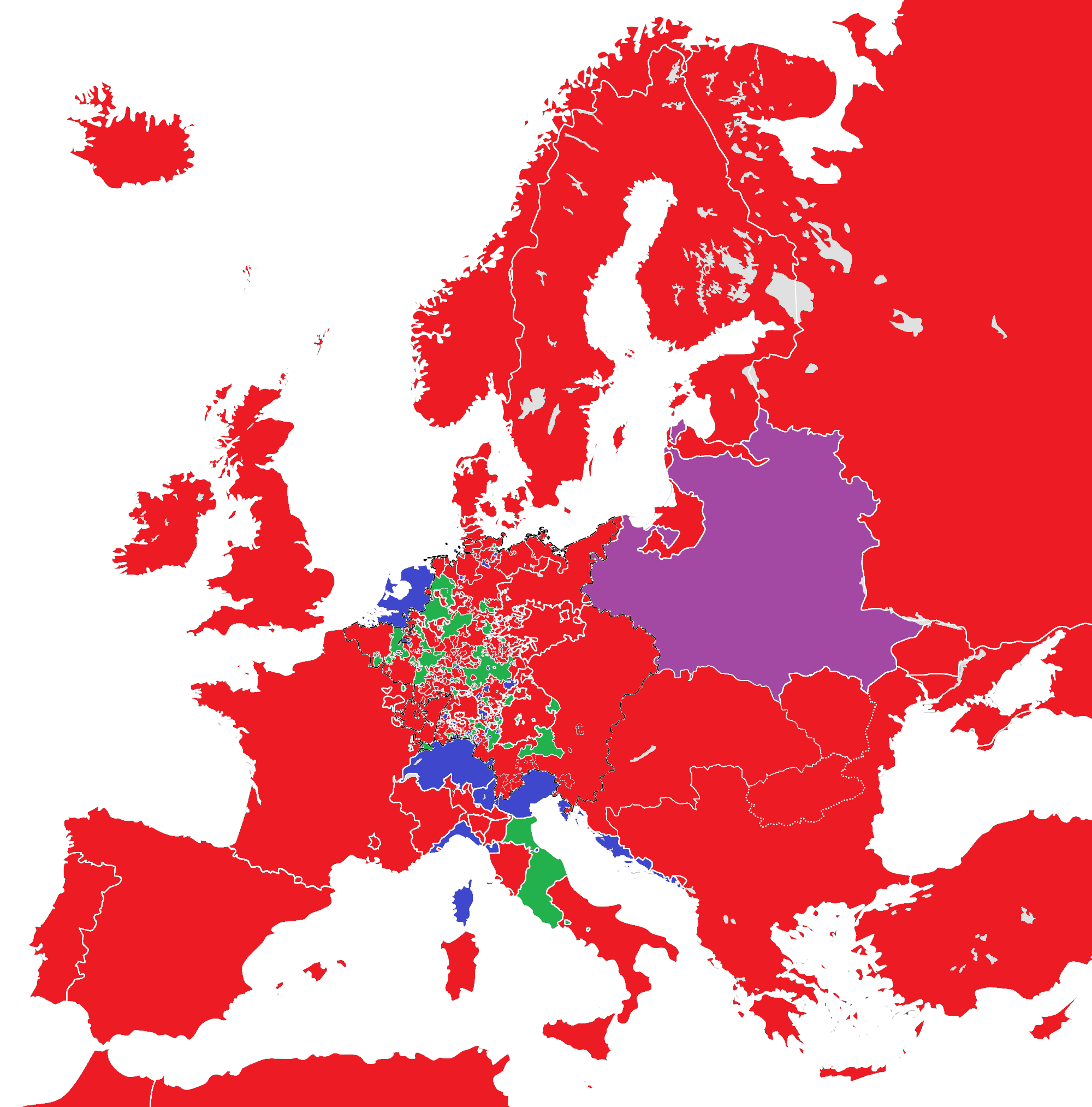
En bleu, les républiques en 1714 en Europe.

#### Cité-États
Certaines cités échappent au pouvoir féodal et conservent leur autonomie politique. Dans le Saint-Empire romain germanique on parle de ville libre d'Empire, dans le royaume de France de ville franche. Rétrospectivement les historiens baptiseront de « république » cette forme nouvelle de gouvernement urbain oligarchique qui émerge alors.
- Républiques de Gênes et de Venise : la plus célèbre, la plus riche, la plus puissante de ces villes indépendantes est alors la république de Venise, terme moderne pour désigner ce que les Vénitiens d’alors appelaient « duché » (ducato) avec, à sa tête, le doge (proprement : « le duc »). Plusieurs cités italiennes, dont Gênes, connaissent des régimes politiques que les modernes nomment républiques mais qui sont des aristocraties.
- Quasi-républiques territoriales : sur le massif alpin, un certain nombre de territoires ont des fonctionnements politiques originaux plus que centenaires parfois même des quasi-fédérations républicaines ; des fonctionnements politiques inhabituels. Dans la pratique les droits seigneuriaux sont rachetés par les communautés. Des conventions de rentes-impôts fixes versées volontairement sans contrôle fiscal étatique et des contre-parties complexes de collaboration-défense sont signées. En fonction des poussées d'expansion territoriale, les communautés font reconnaître et confirmer leurs particularismes politiques. Leurs statuts ressemblent aux « francs-bourgeois » car il n'y a pas de service féodal. Les tutelles sont parfois remplacées, marchandées secrètement à l'initiative des communautés. Elles sont nommées alors « déditions ».
  - exemple : en 1383, les habitants de Saint-Paul-sur-Ubaye demandent au comte de Savoie Amédée VII d'annexer leur commune. Il le fit et prolonge les privilèges anciens. Cinq années plus tard en 1388, le reste de la vallée fait cette même démarche.
  - exemple : fédération des république des Escartons.

#### Républiques à l'échelle d'un pays
- La Confédération des XIII cantons, qui deviendra la Suisse, devient officiellement indépendante du Saint-Empire avec les traités de Westphalie en 1648.
- La république des Provinces-Unies : à la suite de l'acte de La Haye en 1581, les Sept Provinces deviennent officiellement un des premiers pays du monde moderne à devenir une république.
- La république de Novgorod a existé du XIIe siècle à l'invasion par Ivan III de Russie au XVe siècle.

### La République comme utopie politique
La définition humaniste d’un État libre, d’un État sans roi, se trouve chez Bartolus de Saxoferrato (De regimine civitatis, vers 1350), Coluccio Salutati (De tyranno, Florence, 1400) et Leonardo Bruni (Laudatio fiorentinæ urbis, 1403-04). Ils utilisent alors le terme latin de civitas (« citoyenneté, ensemble des citoyens ») qui donne « cité » en français.
Fondée à la Renaissance, la république des Deux Nations remplace la monarchie polonaise par le gouvernement de l’aristocratie polono-lituanienne dans la droite ligne des oligarchies antiques.
En 1581, quand les Pays-Bas s’affranchissent de la tutelle espagnole et fondent la première république européenne digne de ce nom ils adoptent le nom de Provinces-Unies. Quand les Anglais secouent le joug de la royauté en 1649, ils fondent le Commonwealth, mot anglais qui reprend l'idée de res publica.
La république du Bouregreg ou république de Salé est fondée en 1627, elle est de ce fait l'une des premières républiques à avoir été fondée dans le monde.

### La République comme régime opposé à la royauté
Bien que le mot "république" ne s'oppose pas à l'idée de royauté, il fut utilisé dans ce sens à plusieurs occasions qui ont marqué les esprits. La principale est la république romaine. Elle inspire le nom des républiques italiennes du Moyen Âge de la renaissance, comme la république de Venise. Elle a pu inspirer le mot aux mouvements du XVIIIe siècle qui s'opposaient au mouvement libéral vers une monarchie constitutionnelle, comme les Hébertistes, et qui parleront de république française. Par contre, l'utilisation du mot pour les États-Unis a pu être plus inspirée par la république puritaine anglaise, elle-même inspirée par Calvin et sa république de Genève. Dans tous les cas, il s'agit en fait d'une oligarchie par opposition à une monarchie.

#### La république de Genève
L'expression république de Genève désigne le gouvernement de la cité-état de Genève du XVIe siècle à la fin du XVIIIe siècle.
Auparavant, la cité est gouvernée par un évêque. Les plus riches artisans sont représentés par des syndics qui obtiennent en 1387 la participation au gouvernement.
À partir de la réforme protestante, l'évêque est chassé, et les syndics prennent le pouvoir dans une oligarchie ploutocratique, dénommée "république".
La République est renversée par la révolution française en 1792, puis est restaurée de 1814 à 1847 sous le nom de Canton de Genève. Aujourd'hui encore, le nom officiel est "République et Canton de Genève".

### République de Cromwell
Le Commonwealth d'Angleterre, également appelé "république de Cromwell" est le régime adopté de 1649 à 1660 par le parti puritain au pouvoir après l'exécution de Charles 1er. En théorie, le Parlement exerçait le pouvoir législatif, et élisait un Conseil d'Etat doté du pouvoir exécutif. Mais dès 1653, Oliver Cromwell se fait nommer dictateur à vie sous le terme de Lord Protector.

### Première République française
Dans les années qui suivent la proclamation de la République française, le modèle politique est largement exporté : la République batave naît en 1795, c’est la première et la plus durable république sœur de la France. La République ne s'oppose pas nécessairement à l'Empire. En effet toujours dans l'exemple de la République française, en 1804 le gouvernement français remet à l'Empereur la conduite de la République ; celle-ci ne disparaît pas avec le nouveau régime, le premier article de la constitution du Premier Empire proclame : « Le Gouvernement de la République est confié à un Empereur qui prend le titre d'Empereur des Français. »

### Républiques modernes
C'est surtout après la Première Guerre mondiale et la chute des Empires (allemand, russe, austro-hongrois et ottoman) que de nombreuses républiques apparaissent en Europe.
Avec la décolonisation, les nouveaux États créés prennent souvent la forme d'une république, à l'exception notable des royaumes du Commonwealth.

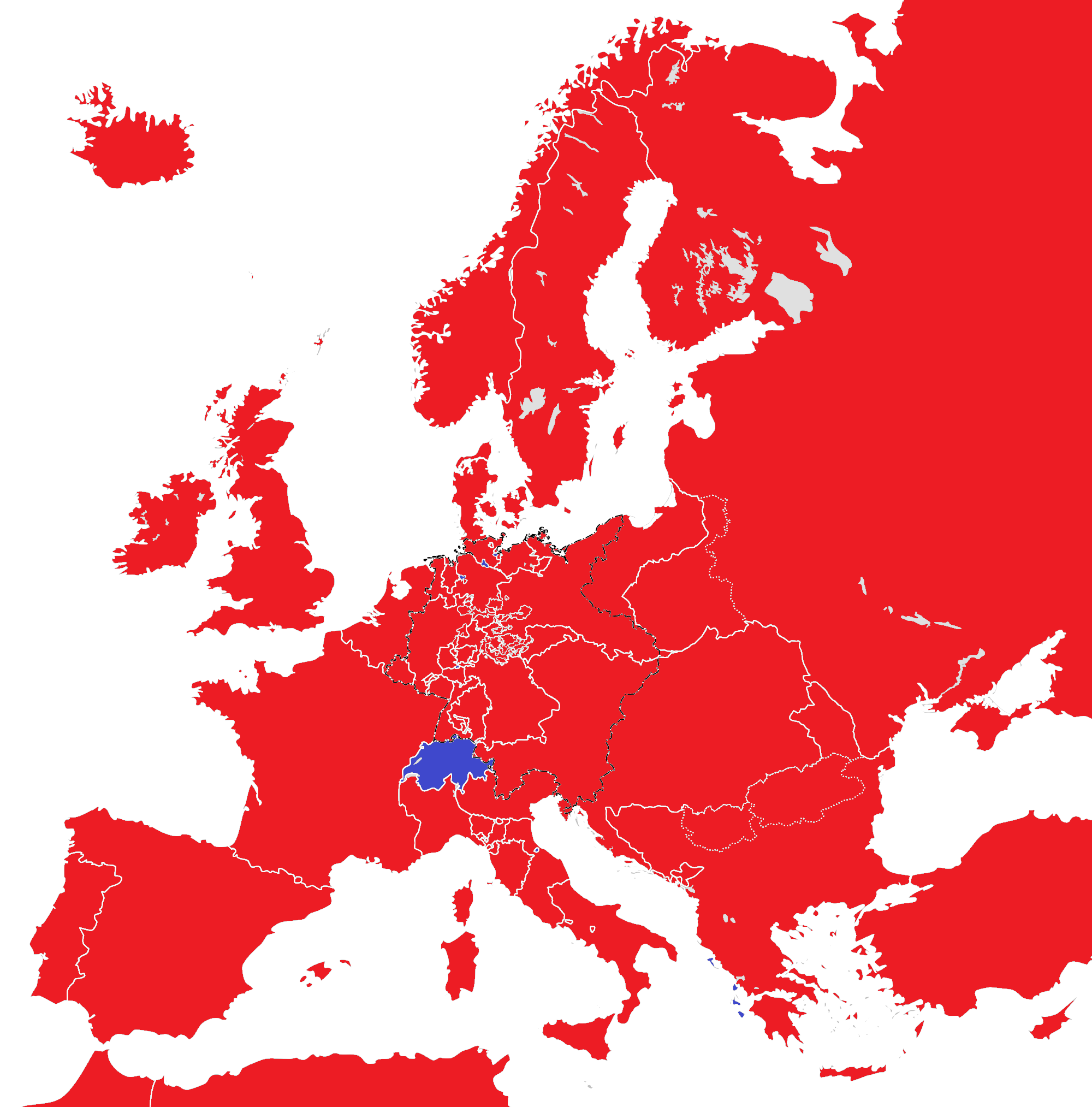
Carte des régimes politiques en 1815 en Europe. Républiques en bleu, monarchies en rouge.
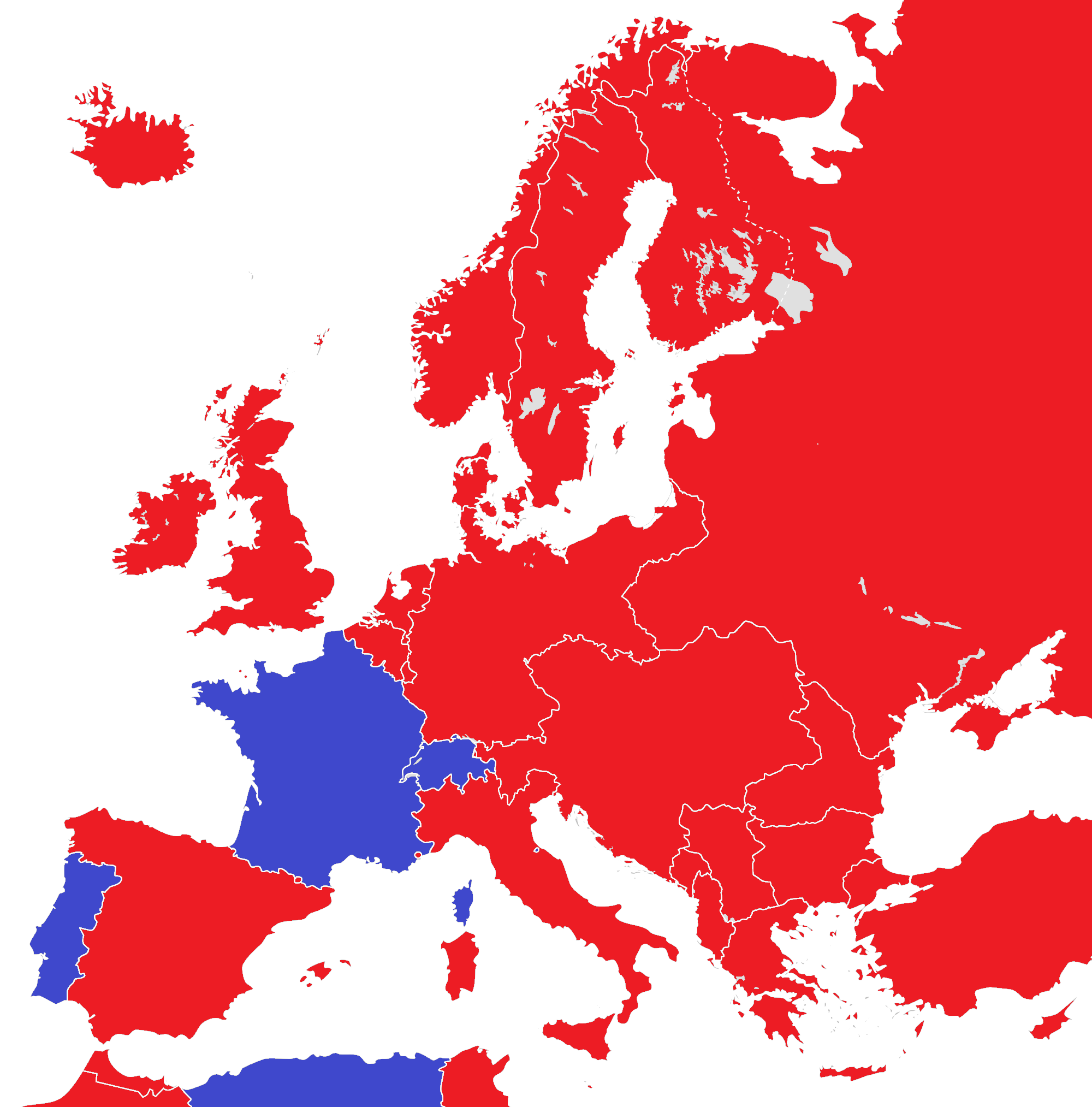
Carte des régimes politiques en 1914 en Europe. Républiques en bleu, monarchies en rouge.
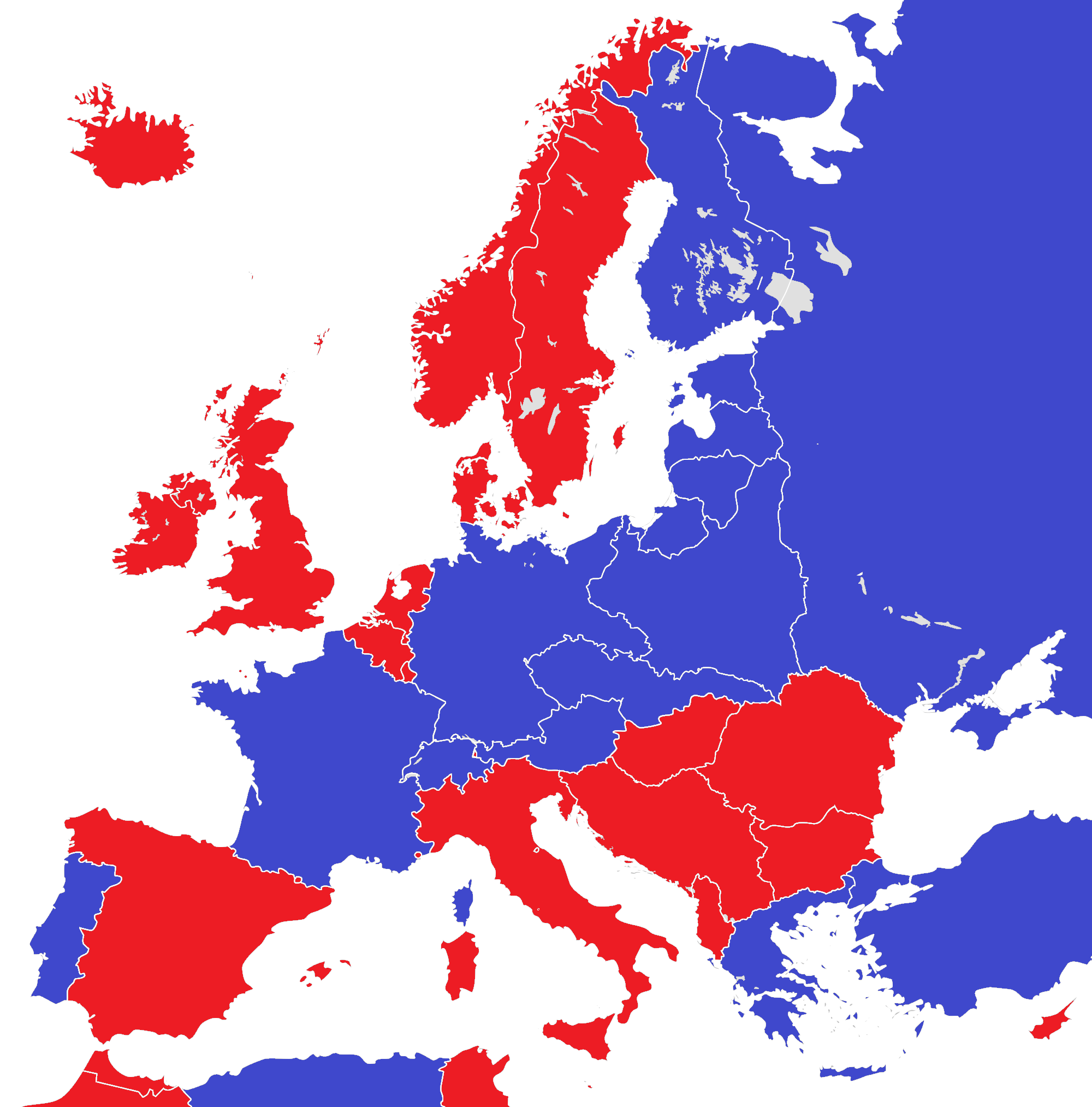
Carte des régimes politiques en 1930 en Europe. Républiques en bleu, monarchies en rouge.
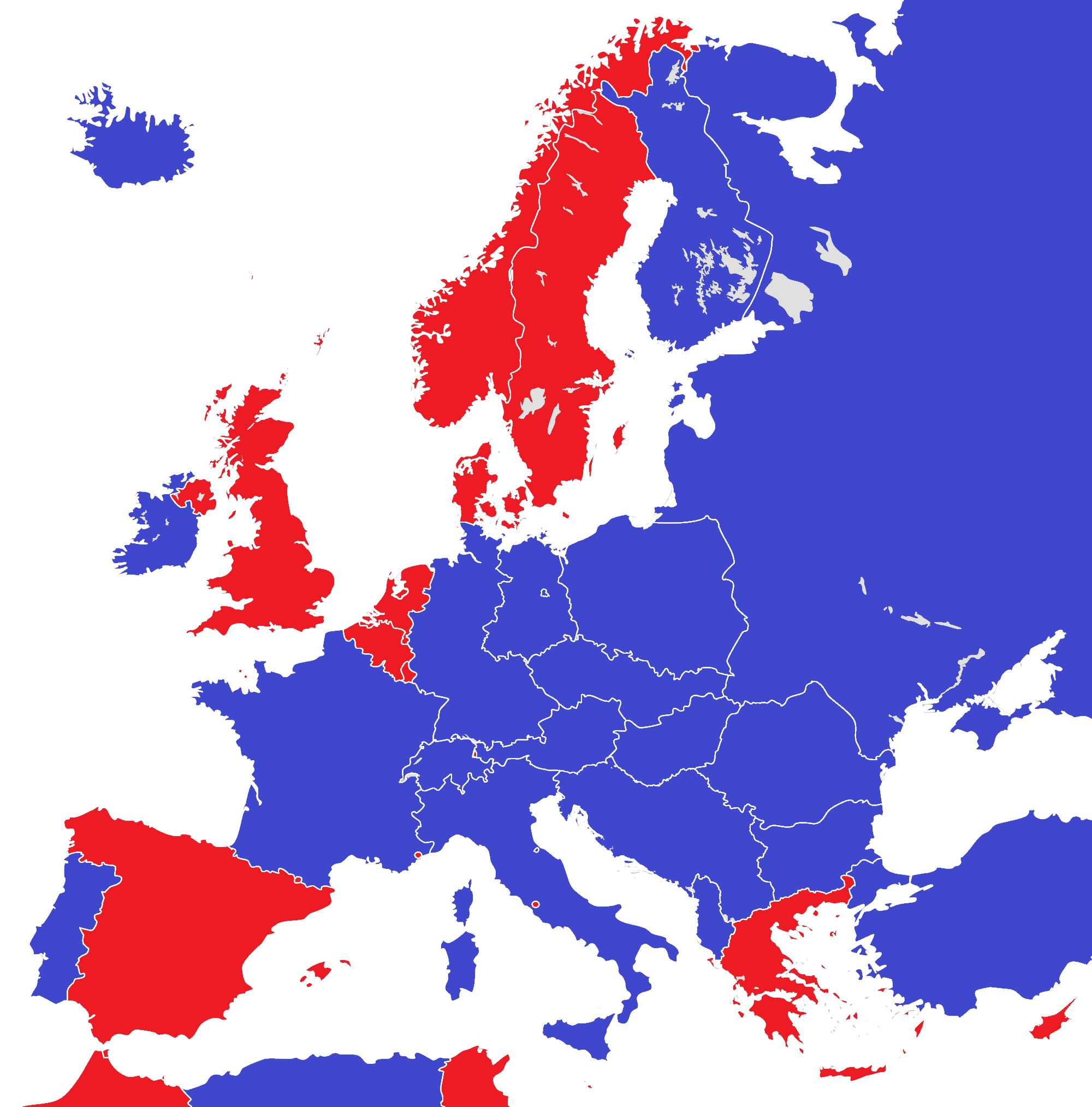
Carte des régimes politiques en 1950 en Europe. Républiques en bleu, monarchies en rouge.
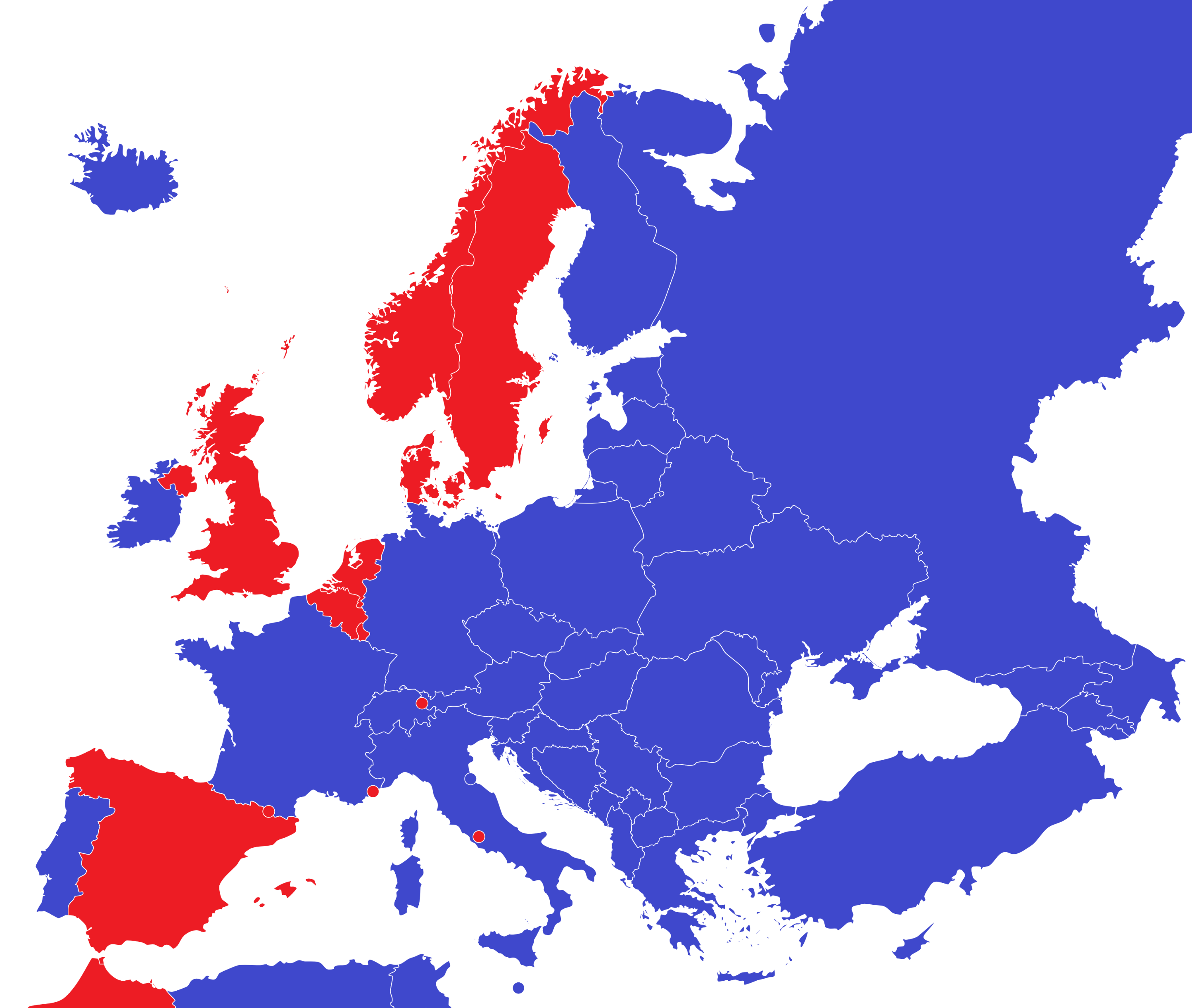
Carte des régimes politiques en 2015 en Europe. Républiques en bleu, monarchies en rouge.